# Altruismo reciproco
Con il termine di 'altruismo reciproco' nel campo della biologia evolutiva e della sociobiologia si definisce il comportamento di un soggetto/organismo che rinuncia ad una parte di proprie risorse (tempo e/o energie) o si assume un determinato rischio per fornire un beneficio ad un altro soggetto/organismo con cui non è strettamente legato dal punto di vista genetico, nell'aspettativa che il suo gesto venga ricambiato.
Il concetto venne introdotto dal biologo evoluzionista Robert Trivers per suggerire come un comportamento di tipo altruistico, per essersi evoluto nel mondo naturale doveva essersi rivelato efficace nell'apportare beneficio alla linea genetica di quello stesso soggetto/organismo, venendo ricambiato in misura sufficiente da diventare conveniente, rispetto ad altre strategie alternative.

## Principi della teoria
Il termine venne coniato nel 1971 da Robert Trivers in un suo articolo per descrivere alcune strategie di cooperazione presenti in natura sia all'interno della stessa specie, che tra specie differenti, non spiegabili attraverso il meccanismo della selezione parentale. Quando presenti tra specie differenti, questi comportamenti risultano sovrapponibili al conosciuto meccanismo della simbiosi mutualistica. Per ricadere nel campo dell'altruismo reciproco, però, è necessario che tra il momento in cui viene messo in atto il comportamento altruistico e quello della restituzione del beneficio trascorra un periodo di tempo, ed è quindi possibile solo in specie che possiedono la capacità di riconoscere e ricordare gli altri soggetti come individui definiti, quindi solo limitati casi di simbiosi mutualistica rientrano in questa categoria. Il tipo di ricompensa all'atto altruistico è solitamente speculare quando avviene all'interno della stessa specie, mentre usualmente è di carattere diverso tra specie differenti.

## Esempi

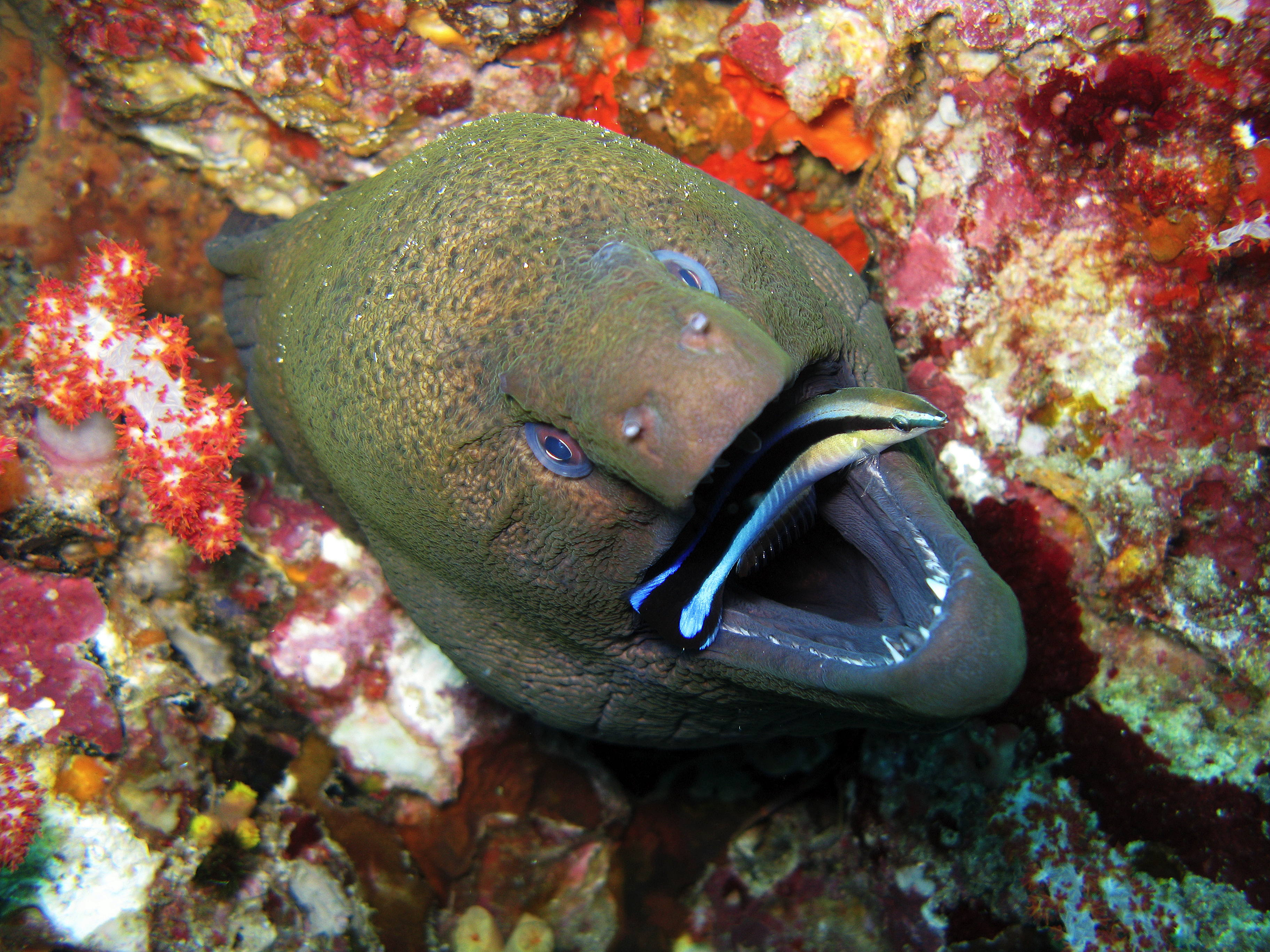
Labroides dimidiatus intento a ripulire le fauci di una murena

In natura si possono trovare molti esempi riconducibili a questo comportamento. Trivers stesso ne propose alcuni significativi.

### Pesci pulitori
Esistono molte specie di piccoli pesci e crostacei che si sono specializzati nel nutrirsi dei parassiti presenti sulla pelle o nella bocca di pesci più grandi di specie differenti, compresi predatori aggressivi come barracuda, squali e murene. Il più conosciuto è il Labroides dimidiatus, che opera in vere e proprie stazioni di pulizia, di solito in un punto preciso della barriera corallina. Qui i pesci più grandi si immobilizzano durante l'opera di pulizia, non attaccando mai il pulitore, nemmeno quando si spinge all'interno della loro bocca, anche se rientrerebbe per taglia nella loro dieta abituale. Entrambi i soggetti traggono vantaggio da questo rapporto, il pulitore come nutrimento e immunità, il ripulito in salute, venendo liberato da fastidiosi parassiti. Significativamente, esistono altre specie che imitano l'aspetto del pulitore, e approfittano dello stato quiescente del pesce più grosso per strappargli frammenti di pinne, di cui nutrirsi.

### Richiamo di allarme negli uccelli
Molte specie di piccoli uccelli emettono specifiche grida di allarme quando avvistano predatori in caccia. Questo permette ad altri individui della stessa specie presenti in zona di mettersi in allarme ed allontanarsi, ma attira l'attenzione del predatore su chi ha emesso il richiamo, aumentandone il rischio di essere attaccato. Esistono comunque diverse ipotesi alternative su come questo comportamento possa rivelarsi conveniente, che fanno riferimento sia alla selezione parentale, che al semplice vantaggio individuale.

### Comportamenti umani
Trivers suggerì che alcuni comportamenti e caratteristiche della psiche umana aventi a che fare con il concetto di altruismo, come l'amicizia, l'antipatia, l'avversione morale, la gratitudine, la simpatia, la fiducia ed alcune forme di disonestà ed ipocrisia possono essersi sviluppate all'interno del modello dell'altruismo reciproco.

## Altruismo reciproco e teoria dei giochi
Un contributo importante per la comprensione di come questo comportamento possa essersi affermato secondo schemi evoluzionistici è venuta da una serie di esperimenti condotti nel 1980 dallo studioso statunitense di scienze politiche Robert Axelrod. Utilizzando il semplice schema del dilemma del prigioniero iterato, cioè ripetuto in sequenza, in cui venivano contrapposte le due possibili scelte di collaborazione o defezione (rifiuto di ricambiare il gesto di collaborazione), ed assegnando ad ogni possibile risultato un punteggio arbitrario, Axelrod chiese ad alcuni esperti nel campo della teoria dei giochi di proporre alcune strategie da mettere a confronto tra di loro, per capire quali potessero rivelarsi più convenienti.
|                   |              | Primo giocatore                                           | Primo giocatore                                          |
|                   | Scelta       | Cooperazione                                              | Defezione                                                |
| ----------------- | ------------ | --------------------------------------------------------- | -------------------------------------------------------- |
| Secondo giocatore | Cooperazione | - Ricompensa per cooperazione reciproca - 3 punti a testa | - Multa all'ingenuo/Premio per il truffatore - 0/5 punti |
| Secondo giocatore | Defezione    | - Premio per il truffatore/Multa all'ingenuo - 5/0 punti  | - Punizione per defezione reciproca - 1 punto a testa    |

In una prima fase Axelrod mise a confronto reciproco utilizzando un apposito programma per computer 14 diverse strategie, più una casuale di controllo, fissando a 200 il numero delle ripetizioni. In una seconda fase, dopo aver fatto conoscere i risultati ottenuti, ricevette altre 62 strategie, a cui unì quella casuale, e ripeté il confronto, senza fissare il numero di ripetizioni. In entrambi i casi a rivelarsi più convenienti totalizzando i guadagni migliori in punti furono sempre le strategie da Axelrod definite "buone", in quanto non comprendenti l'uso spontaneo della defezione, se non come risposta ad un comportamento analogo della strategia avversaria. In particolare, la strategia più efficace si rivelò una delle più semplici, denominata tit for tat e proposta dallo psicologo e studioso della teoria dei giochi Anatol Rapoport, che prevedeva un comportamento di collaborazione iniziale, per poi copiare fedelmente le mosse avversarie, collaborando in risposta alla collaborazione, e ritorcendo la defezione quando vittima di una stessa. Successivamente, su consiglio di Richard Dawkins, Axelrod contattò William Donald Hamilton, che gli consigliò di affrontare la questione anche secondo lo schema delle strategie evolutivamente stabili, approccio più significativa dal punto di vista evolutivo. In una terza fase le strategie furono quindi messe ripetutamente a confronto tutte insieme, per capire quali potessero sopravvivere in un tale contesto, cambiando il tipo di premio in senso riproduttivo. Il risultato fu che dopo 200 "generazioni" quasi tutte le strategie "cattive" si erano estinte, e dopo circa 1000 generazioni le uniche strategie rimaste erano quelle "buone", che diventavano indistinguibili tra loro, in quanto tutte collaboranti spontaneamente. Comunque ancora una volta, tit for tat risultò la strategia più efficace.